# Менгден, Эрнст Бурхард
Граф (с 1779) Эрнст Бурхард Менгден (нем. Ernst Burchard Mengden; 1738—1797) — российский государственный деятель, тайный советник, Лифляндский губернатор.

## Биография
Родился 14 апреля 1738 года[по какому календарю?] в Риге в семье генерал-поручика, барона Иоганна Генриха фон Менгден (1700—1768) и графини Елизаветы Кристины фон Миних (1711—1775). По материнской линии — внук генерал-фельдмаршала, графа Б. К. фон Миниха, по линии отца — правнук Отто фон Менгдена, барона фон Альтенвога (1597? — 1681) — полковника шведской службы, который грамотой Шведской королевы Христины, от 12 июля 1653 года был возведён, с нисходящим его потомством, в баронское достоинство Королевства Шведского с именованием «фон Альтенвога (von Altenwoga)».
В 1756 году — студент Лейпцигского университета. С 1763 года находился на русской дипломатической службе.
Был возведён императором Иосифом II 27 июля 1779 года в графское Священной Римской империи достоинство.
В 1786 году произведён в действительные статские советники. С 1793 года — председатель уголовного суда в Риге.
В январе 1797 года назначен президентом Юстиц-коллегии Лифляндских, Эстляндских и Финляндских дел, но уже 26 февраля был назначен на пост губернатора Лифляндской губернии, который занимал до последовавшей вскоре смерти, 6 сентября 1797 года[по какому календарю?].
Был владельцем поместья Игате (Вольмарский уезд — Лимбажский край Видземе, Латвия) и поместья Каугуру (Каугерсгоф).

## Семья
Женился 1 декабря 1767 года на графине Елизавете Констанции Софии Фредерике цу Сольмс-Вильденфельс (29.04.1741—28.05.1819).
Их дети:
- Георг Генрих Людвиг фон Менгден (2.09.1765, Рига — 17.06.1812, Каугерсгоф), капитан. Был женат (с 18.07.1794) на Елизавете Доротее Маргарите фон Герздорф (17.04.1776 — 13.04.1829), дочери Морица фон Герздорфа (1747—1820) и Доротеи фон Герздорф (1751—1793). Дед Георгия Фёдоровича Менгдена;
- Карл Вильгельм Отто Эрнст фон Менгден (15.12.1770 Рига — 17.04.1811, Рига), корнет.